# Jerry Spring
Jerry Spring er en klassisk belgisk western-tegneserie. Jijé (Joseph Gillain) har tegnet 25 af de 26 historier, og han har skrevet manuskript til omkring halvdelen af historierne. De andre er skrevet af bl.a. Jijés søn Philip (Philippe Gillain) og René Goscinny.

## AlbumserienKarat-serien
Udgivet af Interpresse, 1976.
1. Jerry Spring ISBN 87-7529-244-0

## AlbumserienJerry Spring
Udgivet af Interpresse, 1980-1988.
1. Pigen fra kløften ISBN 87-7529-628-4
2. Fredspiben ISBN 87-456-0721-4

## BogserienJerry Spring komplet
Udgivet siden 2012 af forlagene Popular Culture og Fahrenheit i fællesskab.
- Jerry Spring komplet 1 ISBN 978-87-92320-27-8
- Jerry Spring komplet 2 ISBN 978-87-92320-80-3
- Jerry Spring komplet 3 ISBN 978-87-7176-102-3
- Jerry Spring komplet 4 ISBN 978-87-7176-103-0
- Jerry Spring komplet 5 (planlagt)

## Oversigt
Foruden ovenstående serier er Jerry Spring udgivet på dansk i seriebladet Cactus Western. Bogstavkoder efter titlerne: CW = Cactus Western, JS = albumserien Jerry Spring, K = Jerry Spring komplet, KS = Karat-serien.
For at forstå den belgiske albumnummerering kan det hjælpe at vide, at fire dobbeltalbum blev udgivet 1974-1975 med én ny historie og ét genoptryk.
| Jerry Spring – oversigt | Jerry Spring – oversigt     | Jerry Spring – oversigt           | Jerry Spring – oversigt           | Jerry Spring – oversigt           | Jerry Spring – oversigt | Jerry Spring – oversigt                      | Jerry Spring – oversigt                      | Jerry Spring – oversigt | Jerry Spring – oversigt |
| --- | --------------------------- | --------------------------------- | --------------------------------- | --------------------------------- | ----------------------- | -------------------------------------------- | -------------------------------------------- | ----------------------- | ----------------------- |
| Premiere | Original titel på historie  | Belgiske albumudgaver             | Belgiske albumudgaver             | Belgiske albumudgaver             | Antal sider             | Danske titler og udgaver                     | Bog                                          |                         |                         |
| 1954-03-04 – 06-17 | Jerry Spring                | 1: Golden Creek, 1955             | 1: Golden Creek, 1955             | D1, 1974                          | 44                      | Duellen (CW1), Golden Creek (K1)             | 1                                            |                         |                         |
| 1954-07-29 – 11-25 | Le splendide cavalier       | 2: Yucca Ranch, 1955              | 2: Yucca Ranch, 1955              | 2: Yucca Ranch, 1955              | 44                      | Yucca Ranch (K1)                             | 1                                            |                         |                         |
| 1955-02-17 – 06-23 | Le visage pâle              | 3: Lune d'argent, 1956            | 3: Lune d'argent, 1956            | D2, 1974                          | 44                      | Sølvmåne (K1)                                | 1                                            |                         |                         |
| 1955-07-07 – 11-24 | La révolution méxicaine     | 4: Trafic d'armes, 1957           | 4: Trafic d'armes, 1957           | D3, 1975                          | 44                      | Våbensmuglerne (K1)                          | 1                                            |                         |                         |
| 1955-12-15 – 1956 | La passe des indiens        | 5: La passe des indiens, 1957     | 5: La passe des indiens, 1957     | D4, 1975                          | 44                      | Indianerpasset (CW9, K2)                     | 2                                            |                         |                         |
| 1956-05-17 – 08-02 | La piste du grand nord      | 6: La piste du grand nord, 1958   | 24                                | Sporet fører mod nord (K2)        |                         |                                              | 2                                            |                         |                         |
| 1956-08-09 – 10-11 | L'or du vieux Lender        | 6: La piste du grand nord, 1958   | 20                                | Gamle Lenders guld (K2)           |                         |                                              | 2                                            |                         |                         |
| 1956-12-06 – 1957 | Le ranch de la malchance    | 7: Le ranch de la malchance, 1959 | 7: Le ranch de la malchance, 1959 | 7: Le ranch de la malchance, 1959 | 16                      | Ulykkesranchen (K2)                          | 2                                            |                         |                         |
| 1957-01-31 – 04-11 | Enquête à San Juan          | 7: Le ranch de la malchance, 1959 | 7: Le ranch de la malchance, 1959 | 7: Le ranch de la malchance, 1959 | 21                      | Lokkeduen (CW5), Forhør i San Juan (K2)      | 2                                            |                         |                         |
| 1957-04-18 – 05-09 | Le testament de l'oncle Tom | 7: Le ranch de la malchance, 1959 | 7: Le ranch de la malchance, 1959 | 7: Le ranch de la malchance, 1959 | 8                       | Onkel Toms testamente (K2)                   | 2                                            |                         |                         |
| 1957-09-05 – 1958 | Les 3 barbus de Sonoyta     | 8: Les 3 barbus de Sonoyta, 1959  | 8: Les 3 barbus de Sonoyta, 1959  | 8: Les 3 barbus de Sonoyta, 1959  | 44                      | De tre skæggede fra Sonoyta (K2)             | 2                                            |                         |                         |
| 1958-10-09 – 1959 | Fort Red Stone              | 9: Fort Red Stone, 1960           | 9: Fort Red Stone, 1960           | 9: Fort Red Stone, 1960           | 44                      | Fort Red Stone (K3)                          | 3                                            |                         |                         |
| 1960-02-04 – 09-01 | Le maître de la sierra      | 10: Le maître de la sierra, 1960  | 10: Le maître de la sierra, 1960  | 10: Le maître de la sierra, 1960  | 44                      | Sierraens herre (K3)                         | 3                                            |                         |                         |
| 1961-02-16 – 07-13 | La route de Coronado        | 11: La route de Coronado, 1962    | 11: La route de Coronado, 1962    | 11: La route de Coronado, 1962    | 44                      | Vejen til Coronado (K3)                      | 3                                            |                         |                         |
| 1962-04-12 – 09-06 | El Zopiloté                 | 12: El Zopiloté, 1964             | 12: El Zopiloté, 1964             | 12: El Zopiloté, 1964             | 44                      | El zopilote (K3)                             | 3                                            |                         |                         |
| 1963-01-03 – 05-30 | Pancho hors la loi          | 13: Pancho hors la loi, 1964      | 13: Pancho hors la loi, 1964      | 13: Pancho hors la loi, 1964      | 44                      | Pancho eftersøgt (K4)                        | 4                                            |                         |                         |
| 1963-08-15 – 1964 | Les broncos du Montana      | 14: Les broncos du Montana, 1965  | 14: Les broncos du Montana, 1965  | 14: Les broncos du Montana, 1965  | 44                      | Broncoerne fra Montana (K4)                  | 4                                            |                         |                         |
| 1964-06-11 – 09-03 | Mon ami Red Lover           | 15: Mon ami Red, 1965             | 15: Mon ami Red, 1965             | 15: Mon ami Red, 1965             | 27                      | Min ven Red (K4)                             | 4                                            |                         |                         |
| 1964-10-08 – 12-03 | Le loup solitaire           | 15: Mon ami Red, 1965             | 15: Mon ami Red, 1965             | 15: Mon ami Red, 1965             | 17                      | Ensomme Ulv (CW4)                            | 4                                            |                         |                         |
| 1965-06-10 – 11-04 | Les vengeurs du Sonora      | D2, 1974                          | 19: Les vengeurs du Sonore, 1985  | 19: Les vengeurs du Sonore, 1985  | 44                      | Hævnerne fra Sonora (K4)                     | 4                                            |                         |                         |
| 1966-01-06 – 06-02 | Jerry contre K.K.K.         | D4, 1975                          | 20: Jerry contre KKK, 1986        | 20: Jerry contre KKK, 1986        | 44                      | Jerry Spring mod Ku-klux-klan (CW7)          | 5                                            |                         |                         |
| 1966-10-13 – 1967 | Le duel                     | D1, 1974                          | 18: Le duel, 1984                 | 18: Le duel, 1984                 | 44                      | Ingen vej tilbage (CW2)                      | 5                                            |                         |                         |
| 1974-06-06 – 11-07 | L'or de personne            | D3, 1975                          | 21: L'or de personne, 1987        | 21: L'or de personne, 1987        | 46                      | Jerry Spring (KS1)                           | 5                                            |                         |                         |
| 1976-03-25 – 08-05 | La fille du canyon          | 16: La fille du canyon, 1977      | 16: La fille du canyon, 1977      | 16: La fille du canyon, 1977      | 46                      | Pigen fra kløften (JS1)                      | 5                                            |                         |                         |
| 1977-06-09 – 10-13 | Le grand calumet            | 17: La grand calumet, 1978        | 17: La grand calumet, 1978        | 17: La grand calumet, 1978        | 46                      | Fredspiben (JS2)                             | 5                                            |                         |                         |
| 1990 | Colère apache               | 22: Colère apache, 1990           | 22: Colère apache, 1990           | 22: Colère apache, 1990           | 46                      | (ikke af Jijé; ikke udgivet på skandinavisk) | (ikke af Jijé; ikke udgivet på skandinavisk) |                         |                         |
| Belgiske dobbeltalbum - D1: Le duel + Golden Creek, 1974 - D2: Les vengeurs du Sonora + Lune d'argent, 1974 - D3: L'or de personne + Trafic d'armes, 1975 - D4: Jerry contre KKK + La passe des indiens, 1975 |                             |                                   |                                   |                                   |                         |                                              |                                              |                         |                         |